# Killing Castro
Killing Castro es una próxima película estadounidense de suspenso político y drama, dirigida por Eif Rivera en su debut como director, escrita por Thomas DeGrezia y protagonizada por Diego Boneta como Fidel Castro junto con Al Pacino, Kendrick Sampson, Kiki Layne, Xolo Maridueña, Ron Livingston, Alexander Ludwig, Titus Welliver, Logan Marshall-Green, Nicole Beharie, Diego Calva y Frankie Faison. La cinta será rodada en Newark, Nueva Jersey, y planea estrenar en algún punto de 2024.

## Sinopsis
En 1960, Fidel Castro llega a Estados Unidos para hablar ante la ONU. Malcolm X le invita a alojarse en Harlem, en el famoso Hotel Theresa. Inseguros de sus intenciones, el FBI, la CIA y la mafia estadounidense intentan eliminarle por todos los medios.

## Reparto
| Actor                | Personaje              | Ref         |
| -------------------- | ---------------------- | ----------- |
| Diego Boneta         | Fidel Castro           | [ 2 ] [ 1 ] |
| Kendrick Sampson     | Malcolm X              | [ 1 ]       |
| Paul Ben-Victor      | Sam Giancana           |             |
| Al Pacino            |                        | [ 1 ]       |
| Xolo Maridueña       |                        | [ 1 ]       |
| Kiki Layne           |                        | [ 1 ]       |
| Ron Livingston       |                        | [ 1 ]       |
| Alexander Ludwig     |                        | [ 1 ]       |
| Titus Welliver       |                        | [ 1 ]       |
| Logan Marshall-Green |                        | [ 1 ]       |
| Nicole Beharie       |                        | [ 1 ]       |
| Ana Isabelle         | Marita Lorenz          |             |
| Gil Perez-Abraham    |                        |             |
| Luis Antonio Ramos   |                        |             |
| Frankie Faison       |                        | [ 1 ]       |
| Diego Calva          | Ernesto Guevara        | [ 1 ]       |
| Héctor Medina        | Raúl Castro            | [ 1 ]       |
| Chris Tardio         | Santo Trafficante, Jr. |             |
| Eugene Alper         | Nikita Jrushchov       |             |
| Ed Moran             | Christian Herter       |             |
| Matthew Jacob        | Alexander Alexeyev     |             |

## Desarrollo

### Preproducción
El 15 de julio de 2023 se informó a través del sitio web Bullfrag que estaba en preparación una película basada en la vida de Fidel Castro protagonizada por Diego Boneta, y que sería además el debut cinematográfico del director de videos musicales, el puertorriqueño Eif Rivera.
El 4 de diciembre de 2023 el sitio web Deadline reveló que la cinta sería producida por Brad Feinstein de la empresa Romulus Entertainment y la méxico-estadounidense Christina Weiss Lurie de Fourth & Twenty-Eight Films.  Hasta el momento se desconoce la empresa distribuidora de la película.

### Elenco
Además de Diego Boneta como Castro, Al Pacino, Kendrick Sampson, Kiki Layne, Diego Calva, Xolo Maridueña, Ron Livingston, Alexander Ludwig, Titus Welliver, Logan Marshall-Green, Nicole Beharie y Frankie Faison fueron elegidos para papeles no revelados. La directora de casting mexicana Carla Hool fue la encargada de seleccionar al elenco de la cinta. 

### Producción
La cinta comenzaría filmaciones a inicios de 2024 en Newark, Nueva Jersey. 